# Yushania violascens
Yushania violascens là một loài thực vật có hoa trong họ Hòa thảo. Loài này được (Keng) T.P.Yi miêu tả khoa học đầu tiên năm 1986.